# Batalla de Bautzen (1945)
La batalla de Bautzen fue uno de los últimos combates de la Segunda Guerra Mundial en el frente oriental, entre el 22 y el 27 de abril de 1945, cerca de la localidad alemana de Bautzen en Sajonia entre tropas alemanas y polaco-soviéticas, siguiendo los combates en los alrededores hasta el 30 de abril.

## Antecedentes
A inicios de abril de 1945, las tropas del Ejército Rojo habían cruzado el río Neisse y se dirigían hacia las provincias alemanas de Sajonia y Brandenburgo, siendo que en dirección a Dresde, la capital sajona, marchaban tropas soviéticas del 5° Ejército de Guardias y del 52° Ejército, dirigidos por el general Iván Petrov, junto con la totalidad del 2° Ejército Polaco (formado y armado por la URSS) dirigido por el general Swierczewski. La formación de ataque inmediato comprendía esencialmente a 84,000 soldados polacos, a quienes se sumaban 20,000 soviéticos. Estas fuerzas reunían 291 tanques y 135 cañones antitanque, con carros T-34/85, junto con SU-85 y algunos IS-2 y SU-152.
Frente a estas fuerzas se hallaban tropas alemanas del 4.º Ejército Panzer y del 17° Ejército alemán, al mando del general Fritz-Hübert Gräser, comprendiendo un conjunto de sobrevivientes de antiguas unidades: la 20° y 21° Divisiones Panzer, la 1° División Panzer Hermann Goering, de la División Panzergrenadier Brandenburg, y restos de las divisiones de infantería 17° y 72°, sumando unos 50,000 hombres con 300 tanques y 620 piezas de artillería.

## Plan de ataque soviético
A mediados de abril de 1945 el Primer Frente Ucraniano (al mando del mariscal Iván Koniev) se hallaba en plena ofensiva contra Berlín. El 2° Ejército Polaco estaba bajo el mando operativo del 1° Frente Ucraniano y se le encargó avanzar por la región sajona y eliminar focos de resistencia con ayuda soviética, avanzando lo más posible con dirección a Dresde. En cumplimiento de ese plan las tropas polacas al mando del general Swierczewski avanzan flanqueadas por los soviéticos y el 17 de abril rompen las defensas alemanas del río Neisse al norte de Görlitz, persiguiendo a los alemanes que se repliegan hacia Dresde. Hasta allí se seguía el plan de Konev para atacar cualquier cabeza de puente alemana sobre el Neisse, llegar al Spree y desde allí aseguran una línea de comunicación para las tropas soviéticas: tras tomar la localidad sajona de Niesky los polacos atacan a los alemanes de la zona de Bautzen para asegurar los flancos meridionales de ataque del 1° Frente Ucraniano, mientras que las avanzadas soviéticas entran en Bautzen el 20 de abril para terminar de asegurar la zona e impedir que los alemanes bloqueen las comunicaciones del flanco sur.

## Avance polaco hacia Dresde
Pese a este logro, el general polaco Swierczewski  decide fijar a la ciudad de Dresde como objetivo prioritario de la ofensiva, en vez de quedarse en la región de Bautzen y asegurar el flanco sur del frente de Konev, alterando así el plan inicial de ataque. Para esa fecha, las tropas alemanas del Grupo de Ejércitos Centro se concentran al sur de Görlitz y en la región de Löbau para atacar el flanco sur de los polacos y aliviar la presión de los soviéticos sobre Berlín, pudiendo lograr con ello que el IX Ejército del general Theodor Busse auxilie a la capital alemana. El general alemán Ferdinand Schörner, jefe del Grupo de Ejércitos, confía la contraofensiva al general Fritz-Hubert Gräser. En paralelo Swierczewski  dispersa sus tropas en un área de 50 kilómetros de este a oeste para avanzar sobre Dresde, dejando grandes vacíos entre los regimientos polacos y los soviéticos.

## Contraofensiva alemana
Aprovechando lo sucedido, el 21 de abril se lanzan al ataque todas las unidades alemanas al mando de Gräser, dejando como única reserva a la 20° División Panzer. Las unidades polaco-soviéticas para entonces marchaban en cuatro sectores: las divisiones polacas de infantería 8ª y 9ª avanzaban como vanguardia a Dresde junto al 1º Cuerpo del 52.º Ejército soviético, les seguían la 5ª división de infantería polaca con la 16.ª Brigada polaca de tanques, mientras las divisiones polacas de infantería 7ª y 10ª se mantienen en la línea del río Neisse. El ataque alemán se concentra en el sur de Bautzen, en el punto de reunión de tales fuerzas. Las divisiones polacas se ven sorprendidas por el ataque pero Swierczewski insiste en el plan de marchar hacia Dresde y no atiende al grave peligro hacia su flanco sur. 
Al fraccionarse durante el avance, las tropas polaco soviéticas quedan expuestas al contraataque alemán: las tropas del 1º Cuerpo del 52° Ejército soviético sufren el primer ataque con serias bajas, mientras que al acabar el día 22 de abril la 5ª División polaca y la 16.ª Brigada polaca son casi destruidas, perdiendo ambas casi el 90% de su personal.
Al advertir el peligro, Swierczewski  acepta el día 23 cesar el avance a Dresde en tanto los alemanes penetran en las líneas polaco-soviéticas y se proyectan hacia Lohsa y Hoyerswerda, planificando cercar a sus adversarios en torno a la localidad de Spremberg. Para esa fecha los alemanes, pese a la inferioridad numérica, logran cortar las líneas de comunicación de los polacos, que deben retroceder para eliminar la amenaza. Tras la destrucción de la 5ª División, Swierczewski envía al 1º Cuerpo soviético a taponar la brecha junto con la 8ª División, dejando sólo a la 9ª División polaca en las cercanías de Dresde. El general soviético Petrov, advertido del peligro, sustituye a Swierczewski en el mando por orden de Konev, quien envía dos divisiones completas del 4º Cuerpo de Ejército del Primer Frente Ucraniano como refuerzo para evitar que los alemanes avancen hacia el norte.
El día 24 de abril los alemanes detienen el ataque hacia el norte debido a la dura resistencia polaco-soviética, a lo cual se une la urgencia de ahorrar combustible de los tanques disponibles. De todos modos las tropas germanas arrebatan Bautzen a los soviéticos ese mismo día tras un feroz combate urbano, y la contraofensiva alemana va cediendo en potencia. Pese a la mala situación bélica, recién en la tarde del 25 de abril la 9ª División Polaca recibe orden de retirarse de los alrededores de Dresde, sufriendo numerosas bajas al verse forzada a atravesar territorio alemán hostil para volver a sus bases. Ese mismo día las divisiones polacas 7ª y 10ª, logran reconstruir una línea de defensa y repeler los ya debilitados ataques alemanes, que ya no romperán el "flanco sur" defendido por los polacos.

## Resultados

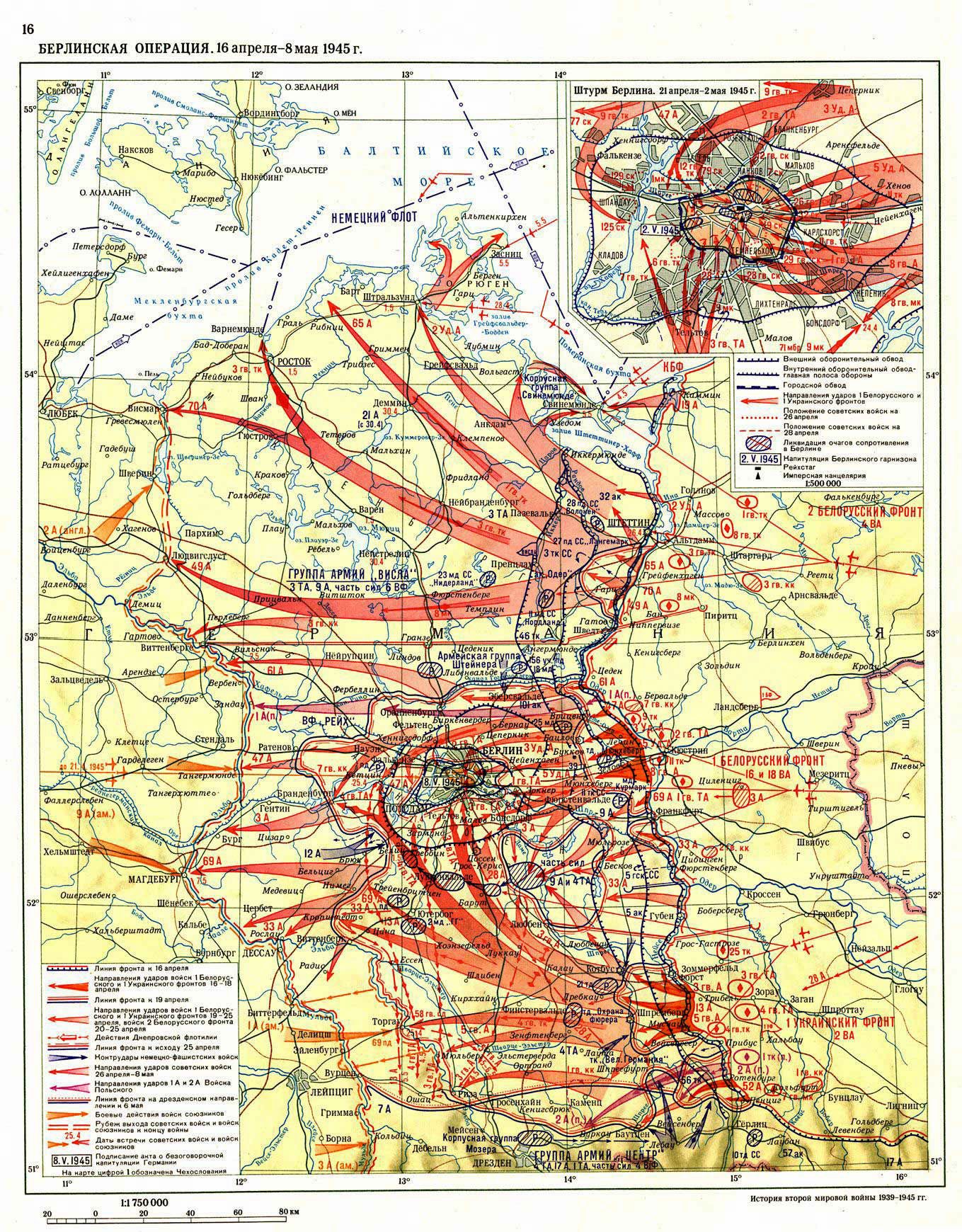
Mapa de la ofensiva contra Berlín.

Alemanes, polacos y soviéticos sufrieron graves pérdidas, pero el ‘’2º Ejército Polaco’’ fue el conjunto que soportó más bajas, las cuales alcanzaron hasta el 22% de sus efectivos entre muertos y heridos que debieron ser evacuados, perdiendo también poco más de la mitad de sus carros blindados, llegando en total las pérdidas polacas a 4.902 muertos, 10.532 heridos y 2.798 desaparecidos. Las tropas soviéticas, aunque inferiores en número, sufrieron la pérdida de 3.500 hombres, junto con 81 carros de combate destruidos.
Las bajas alemanas resultaron bastante menores en comparación, sufriendo la pérdida de 6.500 hombres entre muertos, heridos, y prisioneros, además de 350 bajas civiles en Bautzen y la casi total destrucción de la localidad. La contraofensiva alemana fracasó en su meta de cortar las comunicaciones del 1º Frente Ucraniano y expulsar a los polacos del este de Sajonia, pero logró recuperar la localidad de Bautzen contra los soviéticos y evitar una mayor penetración polaca; de hecho, la región en torno a Bautzen seguiría bajo control alemán por varios días más, y la propia Dresde sería tomada por el Ejército Rojo recién el 8 de mayo, seis días después de la caída de Berlín.  Pese al éxito a nivel local de la Wehrmacht, la batalla de Bautzen no generó mayor impacto en la marcha general de la contienda, ni pudo alterar el desenlace final de la lucha en torno a Berlín.
Tras la contienda, el general Karol Swierczewski  fue designado Mariscal de Polonia y héroe de guerra, mientras que la lucha en torno a Bautzen fue declarada como una “victoria costosa” en los textos de historia del gobierno comunista de Polonia, silenciando toda mención al crecido número de bajas polacas y prohibiendo toda crítica respecto a la "ofensiva contra Dresden". Tras el fin de este régimen en 1991, la historiografía polaca ha sido más crítica con el rol de Swierczewski  como líder militar en Bautzen, admitiendo sus errores tácticos y su mala estrategia en dicha batalla.